# Double portrait d'hommes en turban
Le Double portrait d'hommes en turban est un petit tableau sur bois du peintre flamand Michael Sweerts conservé au Getty Center de Los Angeles. Il a été composé en 1661 ou 1662, années cruciales pour le peintre. En effet, il s'est engagé en 1661 comme « familier laïque » à la Société des Missions étrangères de Paris en s'agrégeant à un premier groupe de missionnaires partant rejoindre le Siam et la Cochinchine et de là, espèrent-ils, la Chine. Le groupe s'embarque à Marseille le 3 janvier 1662. Il est dirigé par Mgr Pallu, cofondateur de la Société. Celui-ci écrit en latin de Marseille à la Propagande de la Foi, le 30 décembre 1661 à la veille de l'embarquement. Il énumère les onze membres de la mission, sept prêtres et trois laïques dont Michael Sweerts « laicum devotissimum, natione Germanum, picturae peritissimum (...), nomine Michaelem Sverts,. » Cependant un domestique fait faux bond et reste à Marseille. Ils arrivent à Alexandrette le 24 janvier 1662, puis traversent la Syrie afin de rejoindre la Perse par caravane, dans un premier temps.
La scène représente deux hommes enturbannés derrière un parapet de bois, mais le fond bleu ne permet pas de la localiser. S'agit-il d'un fond de ciel maritime? Sweerts aurait-il peint ce tableau à Marseille avant d'embarquer, comme pour anticiper le périple? Ou bien l'aurait-il composé lors d'une halte en Italie, ou bien encore à Alep comme pourrait le suggérer le port du turban? On sait par une lettre d'un prêtre de la mission, Brunel, adressée à la duchesse d'Aiguillon (protectrice de la Société et riche héritière du cardinal de Richelieu) que les tableaux du peintre ont rencontré un vif succès auprès des hauts personnages d'Alep, ce qui l'a rempli d'une fierté insupportable pour les autres: « je ne sçay sy le grand cas qu'on fit de luy à Alep à cause des tableaux qu'il fit, mais il devint si insupportable qu'il faisoit la leçon à tous. ».
Ce tableau montre en tous les cas un aspect apaisé de l'œuvre de Sweerts, dont les questionnements parcourent les tableaux de naguère. Ici deux hommes jeunes, peut-être des prêtres de la Mission,  portraiturés en gentilshommes à l'orientale, font face à leur destin. Le personnage plus jeune et blond avec un pourpoint rouge, le visage peint de trois quarts d'une manière très flamande, tient dans la main un billet avec un air confiant, appuyé sur un coussin vert. On peut lire en italien: « Sig:r mio videte la strada di salute per la mano di Sweerts. » (Mon seigneur, voyez la voie de salut par la main de Sweerts). Cette admonestation a posé question aux historiens de l'art. Il semble qu'elle soit adressée au spectateur du tableau, pour l'encourager à aider la mission ou à prier pour elle.
Le personnage barbu et roux en retrait pointe du doigt une direction, comme pour indiquer le but du voyage.
Ce portrait s'inscrit dans la tradition des portraits d'amitié avec deux hommes, tels qu'on les appréciait en Europe du Nord. Ses couleurs vives rompent avec la douceur inquiète de ses portraits romains ou les tonalités plus sombres de son retour à Bruxelles.
Arrivé à Tabriz (Tauris dans la graphie de l'époque), en juillet 1662, Sweerts se montre de moins en moins supportable vis-à-vis de ses compagnons de voyage et Mgr Pallu doit s'en séparer, ce qu'il accepte dans l'humilité. Son rêve d'orient et de mission ne s'achève pas là. Il part rejoindre les missions jésuites d'Inde portugaise, mais il meurt en 1664 à Goa.